# Jim Sladky
James Sladky (Bridgeport (Connecticut), 16 de marzo de 1947 – 9 de noviembre de 2017) fue una patinador artístico sobre hielo estadounidense. Junto a su compañera, Judy Schwomeyer fue cuatro veces medallista mundial en los Mundiales de patinaje (plata en 1970 y bronce en 1969, 1971, 1972) a la vez que cinco veces campeón nacional (1968–1972).

## Biografía
James Sladky nació el 16 de marzo de 1947. Se casó con Judy Schwomeyer, un matrimonio que duró desde 1971 hasta 1990. Posteriormente se casaría con Fay Kelley desde 1996 hasta su muerte. Trabajó como ingeniero de un hotel de Hartford (Connecticut).
Fueron entrenados por Ron Ludington. Juntos con Ludington, Schwomeyer/Sladky crearon la Yankee Polka como baile obligatorio. Lo interpretaron por primera vez como un programa competitivo en 1969. Tras su retirada del patinaje competitivo, el dúo continuó patinando profesionalmente. Entraron en el Salón de la Fama del patinaje sobre hielo de los Estados Unidos en 1991.

## Palmarés internacional
| Campeonato Mundial | Campeonato Mundial              | Campeonato Mundial | Campeonato Mundial |
| Año                | Lugar                           | Medalla            | Categoría          |
| ------------------ | ------------------------------- | ------------------ | ------------------ |
| 1969               | Colorado Springs Estados Unidos | Medalla de bronce  | Danza en hielo     |
| 1970               | Liubliana Yugoslavia            | Medalla de bronce  | Danza en hielo     |
| 1971               | Lyon Francia                    | Medalla de bronce  | Danza en hielo     |
| 1972               | Calgary Canadá                  | Medalla de bronce  | Danza en hielo     |